# Episema ochrea
Episema ochrea là một loài bướm đêm trong họ Noctuidae.